# 雨過天晴 (Remioromen單曲)
《雨過天晴》（日语：雨上がり），日本樂團Remioromen獨立時期的單曲（通算第1張）。2003年5月21日發行。

## 收錄曲目
1. 雨過天晴
  - 作詞、作曲：藤卷亮太
2. 昭和
  - 作詞、作曲：藤卷亮太